# 横浜正金銀行

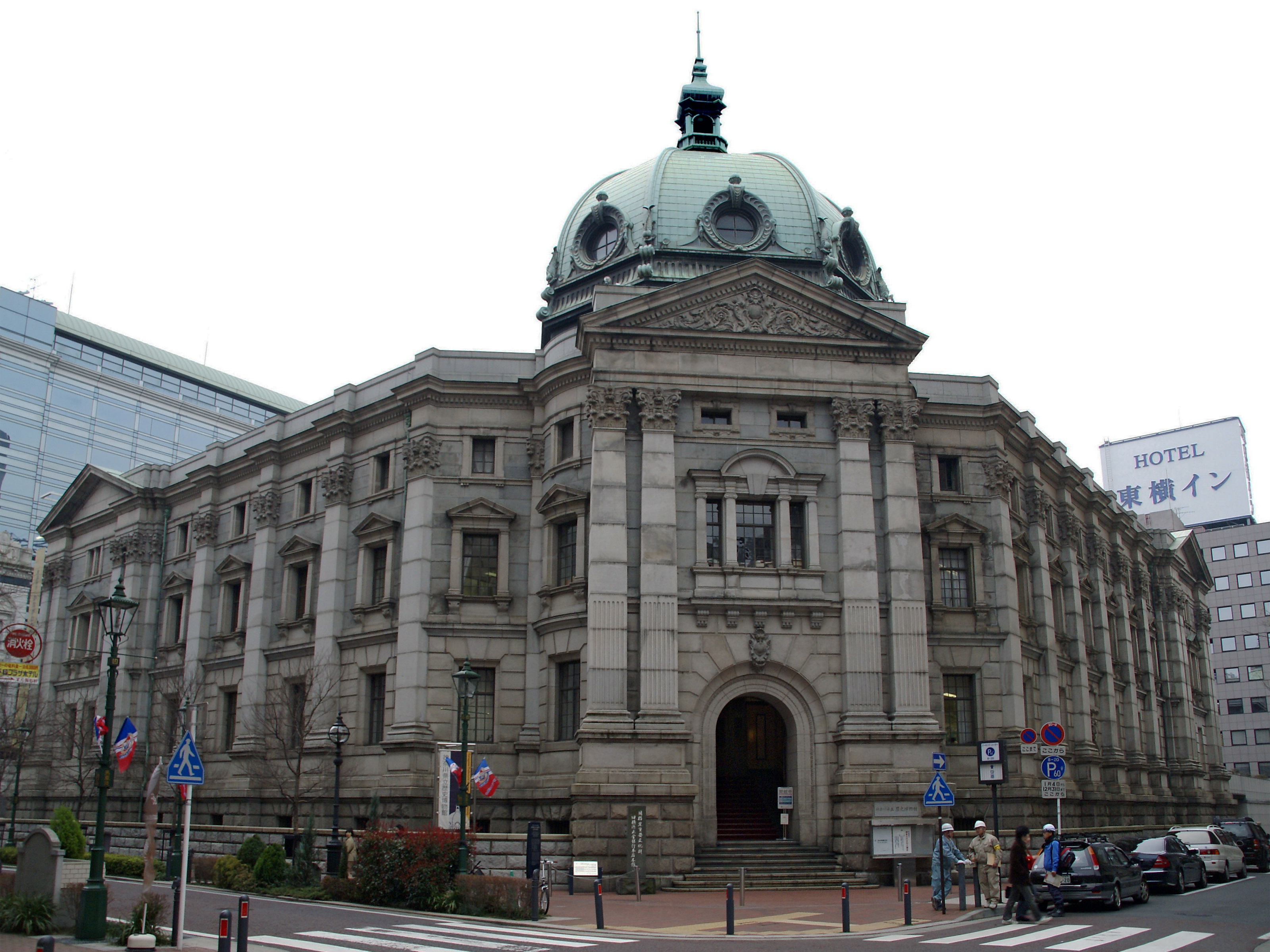
旧:横浜正金銀行本店（現:神奈川県立歴史博物館）

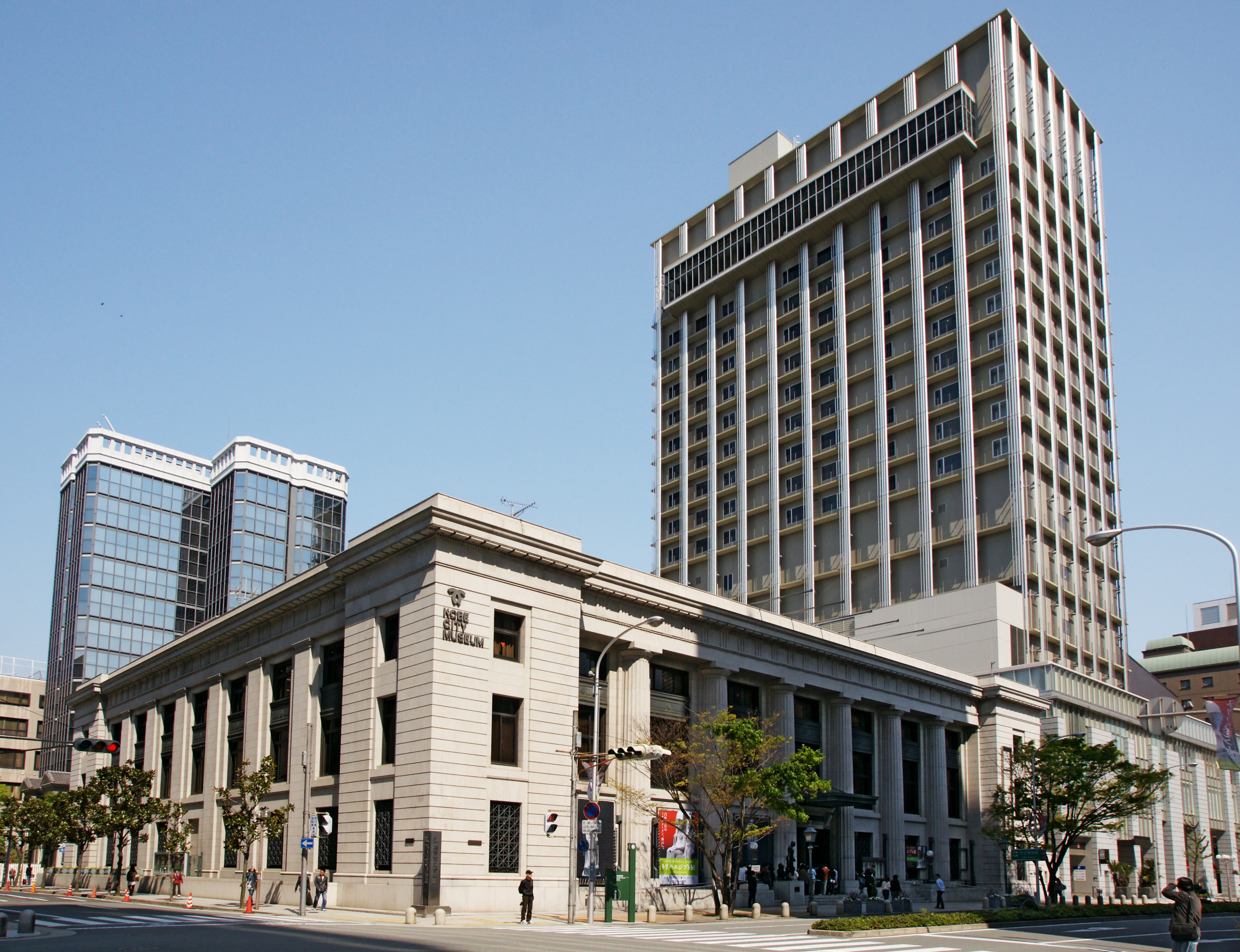
旧:神戸支店（現:神戸市立博物館）

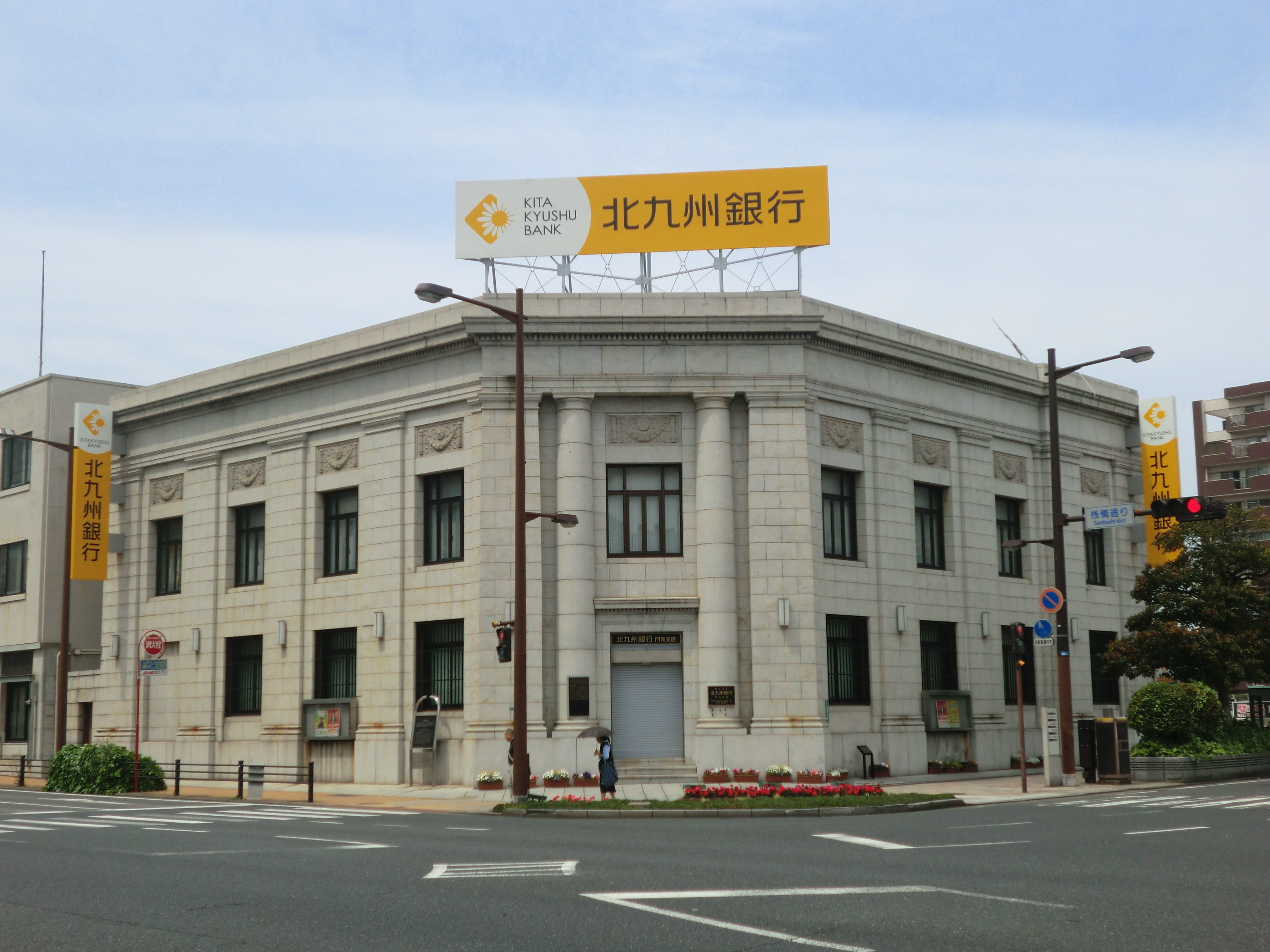
旧:門司支店（現:北九州銀行門司支店）

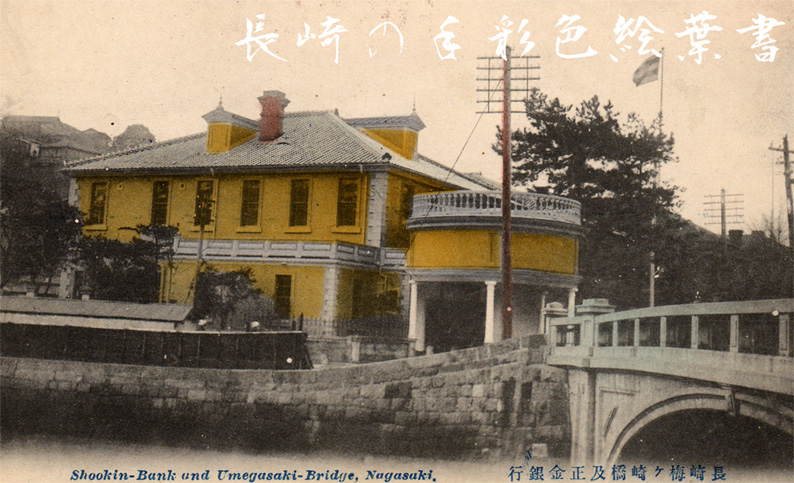
旧:長崎支店

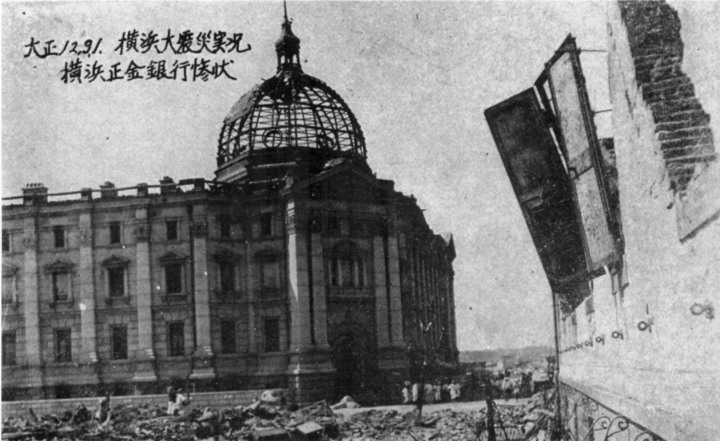
関東大震災でドーム屋根が焼失した横浜正金銀行本店

横浜正金銀行（よこはましょうきんぎんこう、英語: Yokohama Specie Bank）は、かつて存在した日本の特殊銀行。1880年（明治13年）に開設された国立銀行条例準拠の銀行で、外国為替システムが未確立だった当時、日本の不利益を軽減するよう現金（正金）で貿易決済を行なうことを主な業務としていた。その名の通り神奈川県横浜市中区に本店を置いた。東京銀行（現在の三菱UFJ銀行）の前身とされる。
貿易金融・外国為替に特化した銀行であり、明治維新後急速に成長し、やがて列強の仲間に加わっていく日本を国際金融面で支え、香港上海銀行、チャータード・マーカンタイル銀行と並ぶ外国為替銀行へと発展していった。また、関東大震災と昭和恐慌で大きな打撃を受けながら、緊縮政策を前提とする金解禁に加担した。
第二次世界大戦においては日本の軍需に必要な外国通貨収集の為の機関とみなされたために、敗戦後の1946年（昭和21年）にGHQの指令によって解体・清算され、外国為替銀行としての役割は新たに設立された東京銀行に引き継がれる事になった。それでも、頭取職は日銀総裁への登竜門であった。

## 設立の経緯
広業商会の業務を引き受ける形で設立された。
日米修好通商条約締結により、横浜は下田に代わる形で1859年に開港した。事実上の首都である江戸（1862年外国人に開放）に近い事も手伝い、瞬く間に国際貿易都市として急成長を遂げていった。
1871年に新貨条例が制定され、これに基づいて鋳造された1円銀貨（純度90%）が正貨となり、海外貿易に使用されていた。しかし1877年に勃発した西南戦争はインフレを引き起こし、また輸入増による銀貨の海外流出も重なって、政府紙幣と正貨との間には大きな差価が生じていた。これは横浜に集う商人の悩みの種となり、安定した正貨を供給する貿易金融機関の必要性が叫ばれるようになった。
1879年（明治12年）に丸屋商社（現:丸善雄松堂）の元社長で第八国立銀行（愛知県豊橋市）の設立にも関わった中村道太を代表とする22人は、福澤諭吉や井上馨らの支援の下、貿易の振興と取引の円滑化、そして堅実な現金（当時の言葉で「正金」）金融を趣旨に、国立銀行条例に基づく新銀行を設立。翌1880年2月28日、中村を頭取とし、資本金300万円で横浜正金銀行は営業を開始した。資本金のうち100万円は大蔵省が銀貨で出資し、民間側出資の200万円は銀貨40万円、紙幣160万円という内訳であった。
設立に当っては、1円銀貨の導入を支援するなど当時の日本の海外貿易・外国為替に大きな影響力を持っていた香港上海銀行を模範とし、香港上海銀行も横浜正金銀行に協力を惜しまなかった。

## 沿革
- 1879年（明治12年）2月 - 国立銀行条例により設立。頭取中村道太、副頭取は小泉信吉。
- 1880年（明治13年）2月23日 - 設立免許。資本金300万円、うち100万円政府出資。2月28日 - 営業開始。7月17日 - 神戸支店開設。
- 1883年（明治15年）3月 - 初期の経営混乱を収拾するため、政府より原六郎が第4代頭取として送り込まれる。
- 1884年（明治16年）7月22日 - 大蔵省、横浜正金銀行の外国人為替取組手続をさだめ、紙幣整理のために正貨獲得を目的として資金を運用するよう指令。12月1日 - ロンドン支店開業。
- 1887年（明治20年）4月 - 資本金を600万円に増資。
- 1887年（明治20年）7月6日 - 横浜正金銀行条例公布。「内外国において貿易上要用なる地に支店又は出張所を設置し、また他の銀行と『コルレスポンデンス』を締約することができる」旨が規定された[4]。また同条例は同年に「大蔵大臣は横浜正金銀行諸般の事務を管理官を派遣して監視する」旨の改正が行われた。12月20日 - 政府は銀300万円を横浜正金銀行に預入、同行に対中国輸出綿糸の荷為替取組をおこなわせることを決定。
- 1889年（明治22年）2月6日 - 横浜正金銀行条例の改正。「条例定款に背戻する所為あるとき、または危険なる所為と認められる事件があるときは、大蔵大臣はこれを制止し、又は取締役の改選を命ずることができる」旨等が規定された[4]。
- 1892年　小泉信吉が本店支配人に就任。
- 1893年5月15日 - 上海出張所開設。
- 1894年12月20日 - ボンベイ出張所開設。
- 1897年（明治30年）相馬永胤が第6代頭取に就任。
- 1899年（明治32年）4月15日 - 日銀、横浜正金銀行へ対清国事業拡張資金として金貨1000万円を年利2分で預入る旨通告。5月1日 - 東京出張所開設。7月1日 - 長崎出張所開設。8月1日 - 天津出張所開設。
- 1900年1月1日 - ボンベイ出張所、支店に昇格。
- 1901年1月 - 上海出張所、東京出張所、長崎出張所、天津出張所、支店に昇格。牛荘支店を開設、中国人買弁の利用をやめた最初の支店。
- 1904年8月22日 - ダルニー（青泥窪、のちの大連）出張所設立。11月15日 - 遼陽出張所設立。
- 1905年4月1日 - 旅順口出張所開設。5月 - 遼陽出張所を閉鎖、奉天出張所（1906年支店に昇格）を開設。6月 - 芝罘出張所開設。8月 - 鉄嶺出張所開設。9月1日 - 大阪出張所を再開、1906年支店に昇格。
- 1905年（明治38年）12月16日 - 政府、横浜正金銀行に、満州において軍票整理・幣制統一のための一覧払手形発行を命ずる。
- 1906年（明治39年）3月 - 高橋是清が第7代頭取に就任。9月 - 関東州（＝遼東半島。当時日本租借地）・中国における銀行券（横浜正金銀行券）の発行を許可される。（最終的に9支店93種類の銀行券が発行された[5]。）
- 1906年（明治39年）7月20日 - 日本初の専用線電話が日本銀行と横浜正金銀行本店間で開通。9月15日 - 関東州・清国における銀行券発行に関する件（勅令）公布、10月15日施行、日本外相・蔵相の監督下に公私無制限通用の銀兌換銀行券を発行。11月15日 - ダルニー（青泥窪、のちの大連）出張所、支店に昇格。
- 1911年（明治44年）3月24日 - 横浜正金銀行、清国郵傅部と、同国鉄道公債1000万円、年5分、手取95円の引受契約を締結。6月 - 三島弥太郎が第8代頭取に就任。7月1日 - 日銀、横浜正金銀行に対する外国為替手形再割引制度を、外国為替手形引当の外国為替貸付金制度にあらためる。
- 1913年（大正2年）9月 - 井上準之助が第10代頭取に就任[6]。10月 - 満州で金券を発行（従来の銀券とともに行使）。
- 1927年（昭和2年）5月9日 - 各支店営業再開。
- 1929年（昭和4年）7月10日 - 政府の意向により、在外正貨補充のため輸出手形の買入れを開始。11月19日 - ニューヨークで米国金融団と2500万ドルのクレジット設定契約に、英金融団と500万ポンドクレジット成立。金解禁実施直前の準備。
- 1930年（昭和5年）9月26日 - 正貨現送開始。政変と金再禁止懸念によるドル為替思惑買への対策。
- 1931年（昭和6年）12月11日 - 為替売却中止。
- 1932年（昭和7年） - 本店機能を東京に移す。
- 1936年（昭和11年）9月 - 大久保利賢が第13代頭取に就任。
- 1938年（昭和13年）5月 - 香港上海銀行を傘下に収め、中国における徴税権を得る[7]。
- 1941年（昭和16年）12月23日 - 敵産管理法により、ニューヨーク・ナショナル・シティー銀行、香港上海銀行、チャータード銀行、オランダ系銀行2行の以上5行について、政府が横浜正金銀行に財産管理を命ずる。

### 戦後
- 1946年（昭和21年） - 閉鎖機関に指定される。株式会社東京銀行を設立し、同行に業務を引き継いで解散。7月2日 - GHQ、解散・再組織を原則的に承認する覚書。10月15日 - 第二会社として東京銀行の設立を許可。12月16日 - 設立、資本金5000万円、頭取浜口雄彦。
- 1947年（昭和22年）6月30日 - 旧勘定の資産及び負債の整理の特例等に関する件（政令）公布。閉鎖機関に指定され、その旧勘定の資産を東京銀行に移転[8]。
- 1957年（昭和32年） - 旧:仏領インドシナを占領中の日本軍がその軍費を調達するため、日仏政府間および旧:正金銀行・インドシナ銀行間でそれぞれ協定を締結していたが、二協定による終戦時の日本側債務残高とフランス側特別円勘定を最終的に解決すべく、両国政府間で議定書を作り清算した。後に国会で問題化するが、特別円勘定についてあたかも円建てであったかのような言及がなされている点について、実際はスターリング・ポンド（金本位制）で支払われた[注釈 4][10]。
- 1963年（昭和38年） - 清算結了。残余財産のうち、不動産を主たる資産として日本中央地所株式会社（後のPHYLLITE）設立。

## 歴代頭取
- 初代 （1879年12月〜1882年7月）中村道太
- 2代目 （1882年7月〜1883年1月） 小野光景
- 3代目 （1883年1月〜1883年3月） 白洲退蔵
- 4代目 （1883年3月〜1890年3月） 原六郎
- 5代目 （1890年3月〜1897年4月） 園田孝吉
- 6代目 （1897年3月〜1906年3月） 相馬永胤
- 7代目 （1906年3月〜1911年6月） 高橋是清
- 8代目 （1911年3月〜1913年2月） 三島弥太郎
- 9代目 （1913年2月28日〜1913年9月13日） 水町袈裟六
- 10代目（1913年9月〜1919年3月） 井上準之助
- 11代目（1919年3月〜1922年3月） 梶原仲治
- 12代目（1922年3月〜1936年9月） 児玉謙次
- 13代目（1936年9月〜1943年3月） 大久保利賢
- 14代目（1943年3月〜1945年6月） 柏木秀茂
- 15代目（1945年6月〜1946年7月） 荒川昌二
- 16代目（1946年6月〜1946年12月）高田逸喜

## 本支店（旧跡）

### 本店
妻木頼黄の設計になる横浜正金銀行本店建物は1904年に落成。戦後は東京銀行横浜支店として使われた。
現在は神奈川県立歴史博物館となり、歴史的意義をもつ銀行の建物であることなどから、国の重要文化財・史跡に指定されている。

### 国内支店
- 東京支店（後:東京銀行本店、東京三菱銀行東京営業部、現:三菱UFJ銀行日本橋支店）
- 京都支店（現:三菱UFJ銀行京都中央支店） - 1925年 桜井小太郎
- 名古屋支店 - 1929年 桜井小太郎
- 門司支店（現:北九州銀行門司支店） - 1934年 桜井小太郎
- 神戸支店（現:神戸市立博物館） - 1935年 桜井小太郎
- 長崎支店
- 小樽出張所（現:三立機電本社） - 1936年

### 海外支店

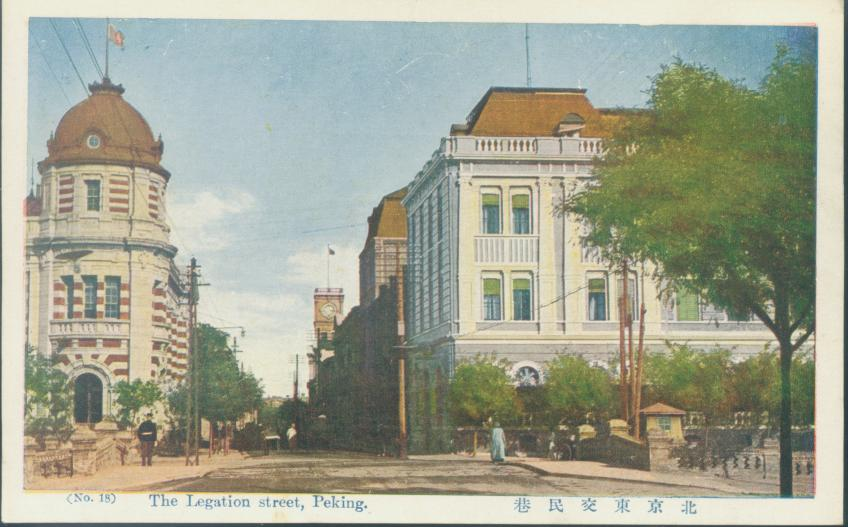
旧:北京支店（左）。道を挟んだ向かいは六国飯店

- 大連支店（現:中国銀行大連分行） - 1909年 妻木頼黄・大田毅
- 北京支店（現:中国法院博物館） - 1910年 妻木頼黄
- ハルビン支店（現:黒竜江省美術館） - 1912年 不詳
- 青島支店（現:青島銀行館陶路支行） - 1919年 長野宇平治
- 漢口支店（現:湖北省国際信託投資公司） - 1921年 Hemmings & Berkeley
- 上海支店（現:中国工商銀行上海分行） - 1924年 Palmer & Turner
- 奉天支店（現:中国工商銀行中山広場支行） - 1925年 宗像主一
- 長春支店（現:長春雑技宮） - 1922年 中村與資平
- 天津支店（現:中国銀行天津分行） - 1926年 Hemmings & Berkeley
- 済南支店（現:済南市京劇院）
- ハワイ支店（現:子供向け教育施設） - 1909年 Harry Livingston Kerr
- ウラジオストク支店(現:国立アルセーニエフ博物館) - 1924年

- 大連支店（現:中国銀行大連分行）
- 北京支店
- 青島支店
- 漢口支店
- 上海支店
- 奉天支店
- 長春支店
- 天津支店
- ハワイ支店